# 新北市立秀峰高級中學

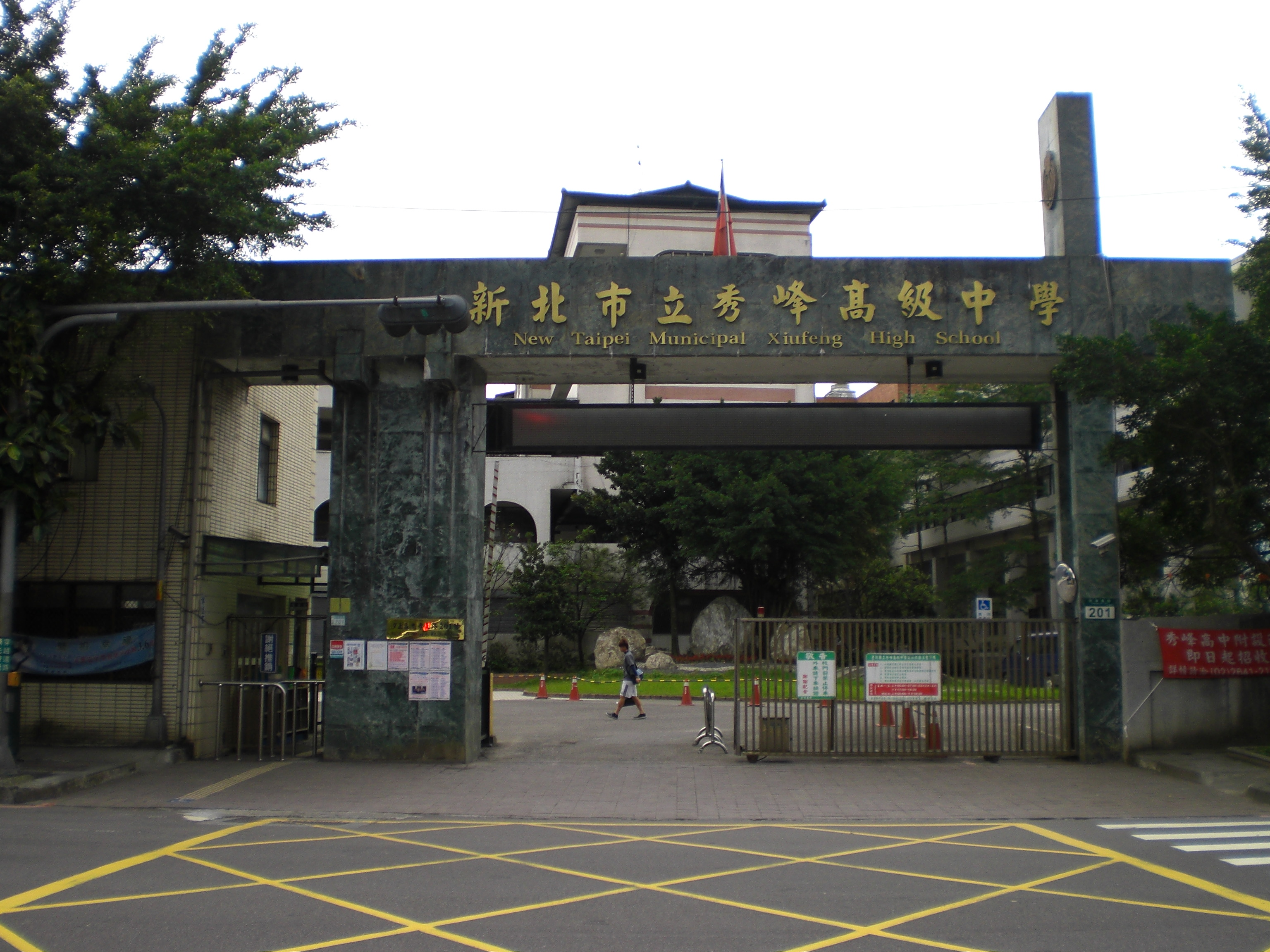
秀峰高中大門

新北市立秀峰高級中學（英語：LNew Taipei Municipal Xiufeng Senior High School），簡稱秀峰高中、秀中，為一所位於台灣新北市汐止區的市立完全中學，於汐止火車站附近。

## 校史
- 1955年7月：成立「臺北市省立中學汐止聯合分部」，由臺灣省立臺北第二女子高級中學主辦。
- 1963年8月：改制為「臺灣省立基隆中學汐止分部」
- 1964年8月：奉准獨立，定名為「臺北縣立秀峰初級中學」
- 1968年8月1日：實施九年國民教育，改制為「臺北縣立秀峰國民中學」。
- 1997年8月1日：增設高中部，改制為「臺北縣立秀峰完全中學」。
- 2000年：改名為「臺北縣立秀峰高級中學」。
- 2010年12月25日：臺北縣升格新北市，改隸為「新北市立秀峰高級中學」。

## 歷任校長
| 任期 | 姓名   | 任職日期  | 離任日期  | 備註 |
| ---- | ------ | --------- | --------- | ---- |
| 1    | 王亞權 | 1955年7月 | 1956年8月 |      |
| 2    | 石季玉 | 1957年8月 | 1963年8月 |      |
| 3    | 郝履中 | 1964年8月 | 1966年8月 |      |
| 4    | 劉新梧 | 1966年8月 | 1968年7月 |      |
| 5    | 趙永福 | 1968年8月 | 1969年3月 |      |
| 6    | 王聿琥 | 1969年3月 | 1975年8月 |      |
| 7    | 錢濤   | 1976年8月 | 1986年7月 |      |
| 8    | 廖家齊 | 1986年8月 | 1993年7月 |      |
| 9    | 吳餘宣 | 1993年8月 | 1997年7月 |      |
| 10   | 陳勇   | 1997年8月 | 2006年7月 |      |
| 11   | 徐美鈴 | 2006年8月 | 2012年7月 |      |
| 12   | 陳棟遠 | 2012年8月 | 2018年7月 |      |
| 13   | 蔡春來 | 2018年8月 | 2025年7月 |      |
| 14   | 陳榮德 | 2025年8月 | 現任      |      |

## 外部連結
- 秀峰高中官方網站
- 秀峰高中歷任校長 （页面存档备份，存于）-YouTube